# Vanellus miles
Vanellus miles е вид птица от семейство Charadriidae.

## Разпространение
Видът е разпространен в Австралия, Индонезия, Източен Тимор и Папуа Нова Гвинея.